# Pedro Nájera
Pedro Nájera (3. února 1929 Ciudad de México – 21. srpna 2020) byl mexický fotbalista, záložník.

## Fotbalová kariéra
V mexické lize hrál za Club América. S týmem Club América získal v roce 1966 mistrovský titul a čtyřikrát mexický pohár. Za reprezentaci Mexika nastoupil v letech 1956–1962 ve 27 utkáních. Byl členem mexické reprezentace na Mistrovství světa ve fotbale 1954, ale v utkání nenastoupil. Na Mistrovství světa ve fotbale 1962 nastoupil ve 3 utkáních.

## Ligová bilance
| Ročník                  | Zápasy | Góly | Klub         |
| ----------------------- | ------ | ---- | ------------ |
| 1. mexická liga 1951/52 | -      | -    | Club América |
| 1. mexická liga 1952/53 | -      | -    | Club América |
| 1. mexická liga 1953/54 | -      | -    | Club América |
| 1. mexická liga 1954/55 | -      | -    | Club América |
| 1. mexická liga 1955/56 | -      | -    | Club América |
| 1. mexická liga 1956/57 | -      | -    | Club América |
| 1. mexická liga 1957/58 | -      | -    | Club América |
| 1. mexická liga 1958/59 | -      | -    | Club América |
| 1. mexická liga 1959/60 | -      | -    | Club América |
| 1. mexická liga 1960/61 | -      | -    | Club América |
| 1. mexická liga 1961/62 | -      | -    | Club América |
| 1. mexická liga 1962/63 | -      | -    | Club América |
| 1. mexická liga 1963/64 | -      | -    | Club América |
| 1. mexická liga 1964/65 | -      | -    | Club América |
| 1. mexická liga 1965/66 | -      | -    | Club América |
| CELKEM 1. liga          | -      | -    |              |